# Nelson Mandelabrug (Johannesburg)
De Nelson Mandelabrug (Engels: Nelson Mandela Bridge) in Johannesburg, Zuid-Afrika, werd op 20 juli 2003 door Nelson Mandela geopend. De tuibrug heeft een lengte van 284 meter; de bouw duurde twee jaren en heeft R. 38.000.000 gekost. Er zijn twee rijbanen, twee fietsbanen en twee voetgangerspaden.
De brug gaat over een spooremplacement van 42 spoorlijnen en verbindt de zakendistricten Braamfonntein en Newtown, dat sindsdien meer een culturele functie heeft gekregen. 
In Braamfontein zijn het gerechtshof, het theater en de Witsuniversiteit, in Newtown het Mary Fitzgeraldplein, waar onder meer een jazzfestival gehouden wordt, het Market Theater en het MuseuMAfricA.

## Verlichting
In 2010 bracht Philips speciale led-verlichting op de brug aan toen het WK voetbal naar Zuid-Afrika kwam. Nadat een deel van de koperen bedrading was gestolen, werden bewakingscamera's geïnstalleerd.
In 2012 werd de brug fel roze verlicht om aandacht te vragen voor borstkanker.

## Onderscheidingen
Het ontwerp van de brug werd onder meer in 2003 onderscheiden met de SA Institute of Civil Engineers.

## Trivia
- Er zijn meerdere bruggen met deze naam, onder meer in Arnhem, Gouda en Purmerend, de loopbrug bij Zoetermeer en de hefbrug over het  Merwedekanaal.